# Onda Sonora: Red Hot + Lisbon
| Críticas profissionais | Críticas profissionais |
| Avaliações da crítica  | Avaliações da crítica  |
| Fonte                  | Avaliação              |
| ---------------------- | ---------------------- |
| Allmusic               | 2.5 de 5 estrelas.     |

Onda Sonora: Red Hot + Lisbon é um álbum coletâneo lançado em 1998 como parte da série beneficente Red Hot AIDS destinada a promover a conscientização sobre a AIDS. 
Nesta edição é homenageada a influência da cultura portuguesa no mundo ao longo das rotas dos descobrimentos portugueses, com um livrete a não esquecer pontos de crítica na história do Império Português.
Foi editado no âmbito da Exposição Mundial de 1998. O projeto teve também como objetivo alertar para os perigos da AIDS em Portugal e obteve uma ajuda de 100.000 dólares no financiamento pela Império Seguradora.
Neste CD o Fado junta-se à Bossa Nova, a Música de Cabo Verde encontra a Música de Angola, instrumentos tradicionais misturam-se com música eletrônica. De realçar o raro caso de uma voz não-portuguesa cantar Fado, a cantora canadiense k. d. lang canta o Fado Hilário, com acompanhamento do mestre António Chainho que descreveu a experiência como "inesquecível".
Foi o 11° CD da série da Red Hot Organization que conta com 16 edições até 2011. 

## Faixas
1. Dreamworld: Marco de Canaveses — David Byrne; Caetano Veloso — 5:05
2. Dukeles — Ketama; Djavan; Banda Feminina Didá — 3:50
3. Mulemba Xangóla — Bonga; Marisa Monte; Carlinhos Brown — 5:50
4. Sobi esse pano, mano –— General D; Funk’n’Lata — 3:32
5. Nha Vida — Lura — 4:40
6. Coral — Moreno Veloso; Sadjo Djolo Koiate — 2:16
7. Fado Hilário — k.d. lang — 4:42
8. Os Dias São à Noite — Madredeus (Suso Saiz-Remix) — 4:08
9. (Interlude) — Lura + DJ Wally — 1:08
10. A Mar — Simentera; DJ Soul Slinger — 4:36
11. Luz de Candeeiro — Naná Vasconcelos; Vinícius Cantuária — 3:20
12. (Interlude: Variações Em Mí Menor) — António Chainho — 1:30
13. Canção de Engate (In Variações Memory Mix) — Delfins; Tó Riccardi — 3:21
14. O Casa Lindo (Mr.Gorgeous) — Smoke City — 4:18
15. Hailwa Yange Oike Mbela (Remix) — Filipe Mukenga; Underground Sound of Lisbon — 4:00
16. (Interlude) — DJ Spooky; Vinícius Cantuária — 0:21
17. Tchon Di Na Lú — Netos do N´Gumbé — 3:29
18. Sem Você — Arto Lindsay; Arnaldo Antunes; Davi Moraes — 3:32
19. (Interlude: A Capella) — Salvador — 1:08
20. A Névoa — Paulo Bragança; Carlos Maria Trindade — 5:06
21. Fado da Adiça — Filipa Pais; António Chainho — 2:44
22. Bambu Amgeló — Ekvât — 2:45
23. It´s Your Life, Babe — Durutti Column — 1:31